# 森特普安特 (阿肯色州霍華德縣)
森特普安特（英語：Center Point）是位於美國阿肯色州霍華德縣的一個非建制地區。該地的面積和人口皆未知。

## 地理
森特普安特的座標為34°01′35″N 93°56′52″W / 34.02639°N 93.94778°W，而該地的平均海拔高度為181米（即594英尺）。